# Steese Highway

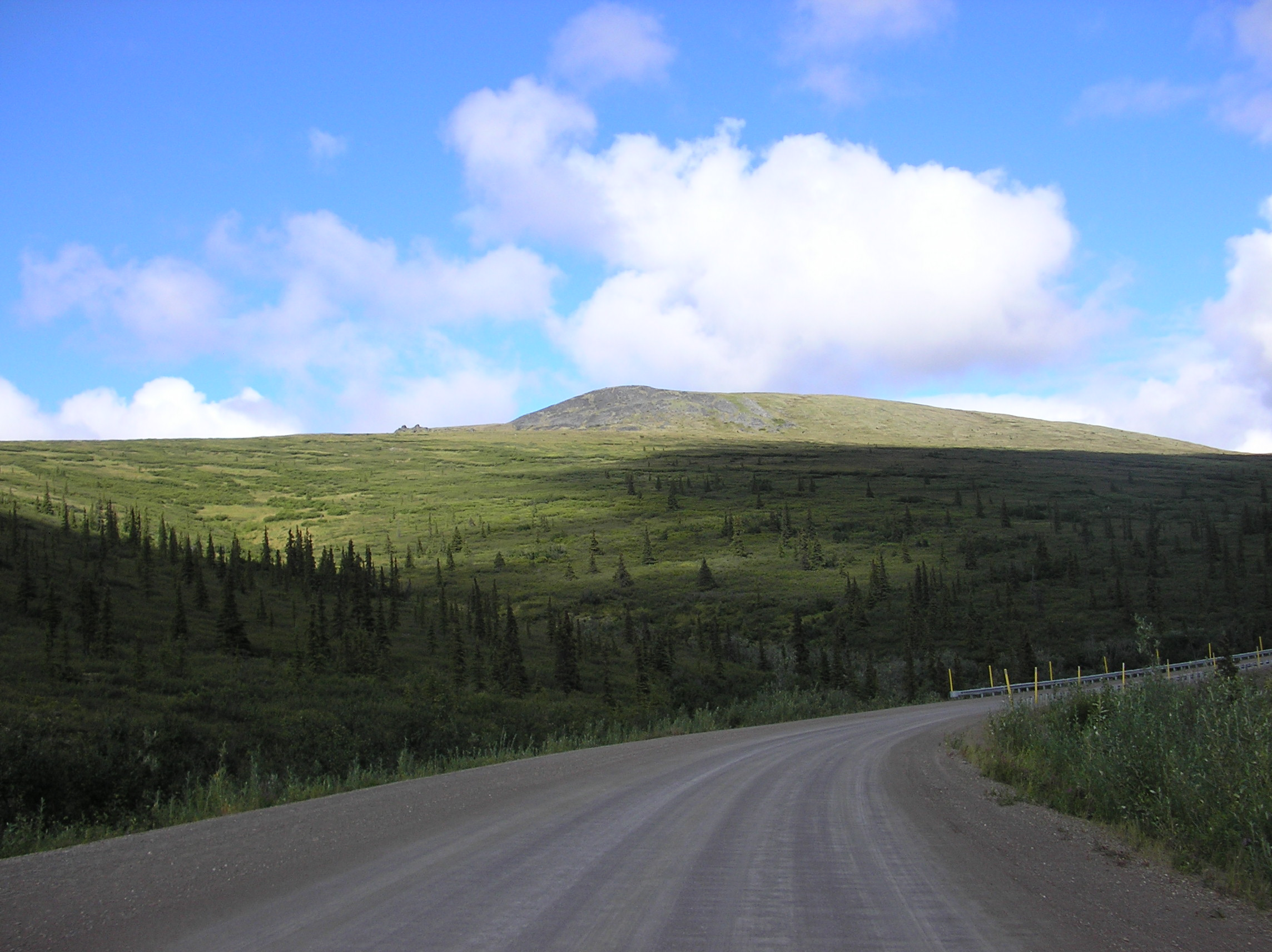
Steese Highway

Steese Highway är en landsväg i centrala Alaska, USA. Den tillhör vägsystemet Alaska Routes och är 261 kilometer lång och sträcker sig från Fairbanks till Circle, en ort längs med Yukonfloden ungefär 80 kilometer söder om Norra polcirkeln. Vägen stod färdig år 1927 och är döpt efter den amerikanska generalen James G. Steese, före detta ordförande för Alaskas vägkommission. Vägens första 71 kilometer är asfalterade, resten är grusbelagd.
Vägen och dess kringliggande region har länge förknippats med guldgrävande. Vägen byggdes för att tjänstgöra Circle Mining District, som var väldigt produktivt på 1890-talet, innan guld upptäcktes i Klondike. Flera platser och byggnader som påminner om guldgrävandet, både historiska och moderna, finns längs med vägen.
Steese Highway har numret Alaska Route 6 längs med största delen av sin sträckning, förutom de första 17 kilometerna mellan Fairbanks och Fox, som är numrerade Alaska Route 2.

## Städer och platser längs med Steese Highway
- Fairbanks, mile 0 (km 0)
- Fox, mile 11 (km 18)
- Chatanika, mile 28 (km 45)
- Twelvemile Summit Wayside, mile 85.5
- Eagle Summit Wayside, mile 107
- Central och Circle Hot Springs, mile 128 (km 205)
- Circle, mile 162 (km 261)